# Bulbul aux yeux blancs
Pycnonotus simplex
Espèce
Statut de conservation UICN

 LC  : Préoccupation mineure
Le Bulbul aux yeux blancs (Pycnonotus simplex) est une espèce de passereaux de la famille des Pycnonotidae.

## Répartition
Cet oiseau vit au Brunei, en Indonésie, en Malaisie et  Singapour.

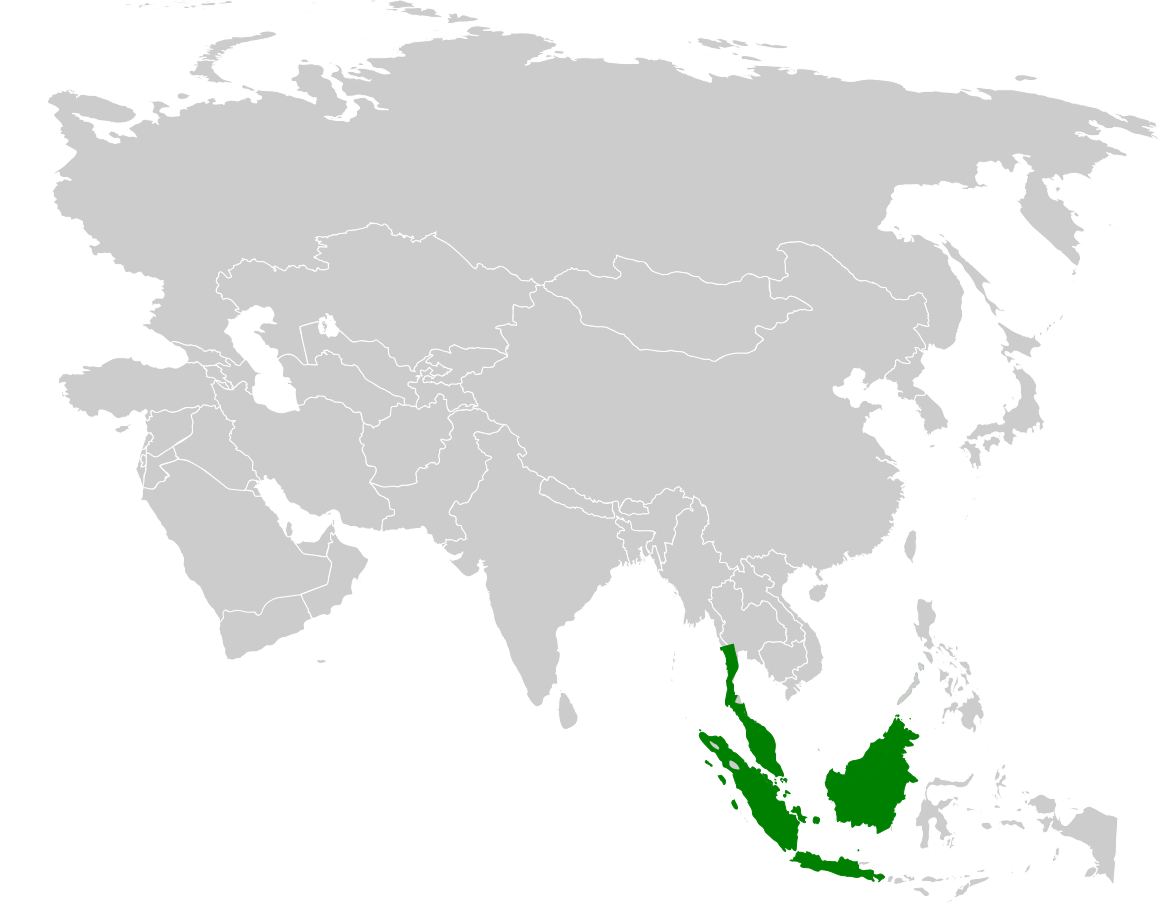
Aire de répartition du bulbul aux yeux blancs

## Habitat
Il habite les forêts tropicales et subtropicales humides de plaine.

## Sous-espèces
Il en existe trois sous-espèces :
- Pycnonotus simplex simplex ;
- Pycnonotus simplex prillwitzi ;
- Pycnonotus simplex halizonus.